# La Crème de la crème
Pour plus de détails, voir Fiche technique et Distribution.
La Crème de la crème est un film français de Kim Chapiron sorti en 2014.

## Synopsis
L'histoire se déroule en France. Trois jeunes adultes, Dan, Louis et Kelliah (récemment admise) mènent tous les trois leurs études au sein de la plus prestigieuse école de commerce européenne (certains médias considéreront qu'il s'agit de HEC Paris). Pour aider leur ami Jafaar à coucher avec une fille, ils vont créer un réseau de prostitution, « Les amateurs de Cigares ». Voyant que cela sert leurs propres intérêts, ils vont en faire un vrai commerce.

## Fiche technique
- Titre : La Crème de la crème
- Titre anglais : Smart Ass
- Réalisation : Kim Chapiron
- Scénario : Kim Chapiron et Noé Debré
- Musique : Ibrahim Maalouf, Raphaël Hamburger
- Directeur de la photographie : Crystel Fournier
- Montage : Benjamin Weill
- Création des costumes : Eléonore Cecconi
- Son : Arnaud lavaleix, Avril Noviant, Marco Casanova, Jérôme Gontier, François Joseph Hors
- Production : Benjamin Elalouf, Pierre-Ange Le Pogam, Alexandre Syrota[2], Moonshaker, Stone Angels, Wild Bunch
- Sociétés de production : Moonshaker, Stone Angels, Wild Bunch, Canal+, Ciné+, avec le soutien de la région Île-de-France, en association avec Soficinéma 9 et CN3 Productions[3]
- Société de distribution : Wild Bunch Distribution (France)
- Format : couleur - 35 mm
- Pays de production :  France
- Langue originale : français
- Budget : 3,99 millions d’euros[4]
- Date de sortie DVD : 3 septembre 2014

## Distribution
- Thomas Blumenthal : Dan
- Alice Isaaz : Kelliah
- Karim Ait M'Hand : Jaffar
- Jean-Baptiste Lafarge : Louis
- Marianne Denicourt : la mère de Louis
- Marine Sainsily : Eulalie, la fille de la parfumerie
- Mouloud Achour : DJ Métro Party
- Fanny Piot : fille 1 Action-Vérité
- Julia Ferrara : fille 2 Action-Vérité
- Margot Lourdet : fille 3 Action-Vérité
- Augustin Mercier : Fab'
- Livio Ciccio : l'étudiant ivre
- Alexandra Gentil : la distributrice de journaux
- Claire Chust : Amanda, la fille qui couche avec Dan lors de la soirée Action ou Vérité
- Bruno Abraham-Kremer : le père de Dan
- Xavier de Rosnay : DJ "World is Mine" Party
- Gaspard Augé : DJ "World is Mine" Party
- Louis Rogé aka Brodinski : DJ 90's Party
- Jonathan Cohen : le frère de Dan
- Jenna Thiam : la fille du magasin de photocopie
- Carolina Jurczak : la pasionaria
- Azedine Kasri : le maître de chant
- Antoine Berry-Roger : Lionel
- Estelle Halimi : Britney, la fille qui met les produits en rayon
- Florie Auclerc : une fille
- Lucas Bravo : Antoine
- Pierre-Ange Le Pogam : le directeur
- Blandine Rinkel : une fille

## Production

### Développement
Kim Chapiron devait à l'origine réaliser Samba Drama, un film sur une romance durant le Carnaval de Rio avec Vincent Cassel et Monica Bellucci. Alors que le film devait entrer en tournage en 2012, le projet a subitement été abandonné. Le réalisateur rencontre alors le jeune producteur Benjamin Elalouf. Ce dernier voulait depuis longtemps travailler avec lui : « Tout de suite après avoir vu Dog Pound, qui était impressionnant de maturité, je me suis mis en tête de travailler avec Kim ». Fin 2011, Benjamin Elalouf approche donc le réalisateur une première fois avec un traitement d'une quarantaine de pages intitulé Business School, écrit par Noé Debré, un jeune scénariste âgé seulement de 26 ans. Kim Chapiron et Noé Debré développent alors le script ensemble dès janvier 2012.
L’équipe « infiltre » alors l’univers des écoles, et notamment leurs fameuses soirées. L'acteur Thomas Blumenthal en garde un souvenir particulier : « C’était dingue de les voir, tous complètement défoncés, et de se dire qu’ils sont peut-être les décideurs de demain. Mon personnage par exemple pense de manière hyper statistique, il n’a aucun affect, c’est une machine ».

### Tournage
Afin de réaliser ce film, Kim Chapiron et son équipe sont partis s'imprégner de la culture des grandes écoles telles que Sciences Po (Paris), HEC, ESCP, Centrale, etc. Contrairement aux rumeurs, le film n'est pas tourné dans les locaux d'HEC mais dans des universités parisiennes : l'université Paris 13 Nord et l'université Paris-Descartes, campus université Paris Sud (Laboratoire de physique des solides, bâtiment 510).

## Accueil

### Accueil critique

#### Critiques négatives
« Sur le papier, la carrière de Kim Chapiron est pétrie d’une obsession – bien puritaine – pour le mal absolu : titre de son premier film (Sheitan, « diable » en arabe), fantasme de son deuxième (Dog Pound), et fascination dans La Crème de la crème, dont l’affiche veut donner une image sulfureuse. Pourtant, rien n’est plus sage que le petit chassé-croisé sexuel du film, plus proche de La Boum que de Spring Breakers. Chapiron dévoile juste assez de (très jolies) poitrines pour garder son label trash, mais, finalement, il organise toute sa mise en scène pour cacher le sexe aussi soigneusement que le ferait un réalisateur de Plus belle la vie »

— Les Inrockuptibles

« Les dialogues sonnent comme une sitcom AB Productions remis au goût du jour (on parle Twitter, Facebook, on se branle sur Chatroulette) et nappé de blabla commercial. »

— Libération

« Malgré une mise en scène efficace et un travail esthétique louable, le spectateur lambda se sentira un peu exclu de ce portrait dans lequel il ne pourra pas vraiment trouver sa place. Les trois héros, qui passent leur temps à s'exprimer en métaphores économico-sexuelles, sont d'ailleurs beaucoup trop archétypaux et monolithiques pour être touchants. »

— Metronews

« Une idée pleine de provoc au départ, mais elle perd peu à peu de sa virulence et de son rythme en schématisant son propos dans quelques clichés »

— Ouest-France

#### Critiques positives

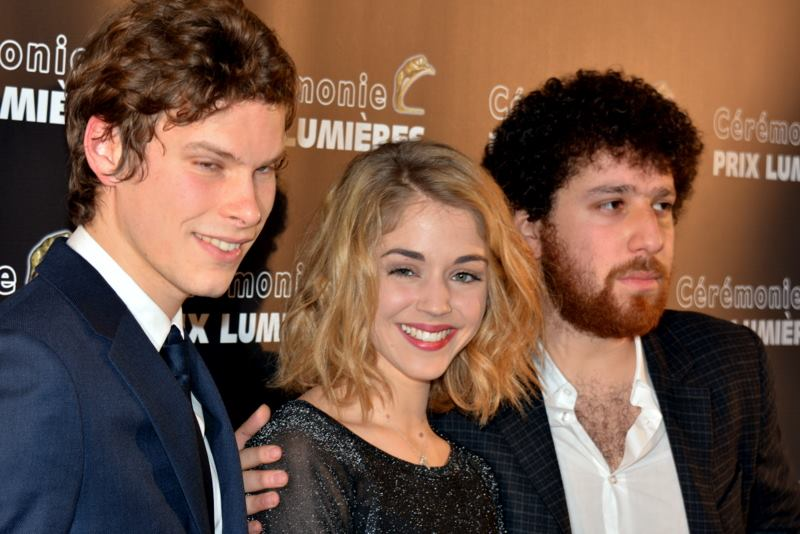
Les acteurs principaux Jean-Baptiste Lafarge, Alice Isaaz et Thomas Blumenthal au Festival des Lumières 2015.

« Malgré une fin et une morale convenues, le scénario tient la distance, les dialogues font mouche et les acteurs principaux sont parfaits. On achète. »

— Le Figaroscope

« Il y a des films qui ouvrent, sur la forme comme sur le fond, des ères nouvelles. Leurs scénarios racontent notre monde sans hypocrisie. La Vie d'Adèle, d'Abdellatif Kechiche, en est un exemple. On peut désormais lui adjoindre La Crème de la crème. »

— Le Parisien

« La Crème de la crème pourrait être l'avant-propos acnéique du Loup de Wall Street de Martin Scorsese. C'est surtout la première comédie générationnelle française drôle mais intelligente, et qui utilise les groupes Justice ou Kavinsky dans leurs propres rôles pour mieux raconter l'époque. »

— Paris Match

« La Crème de la crème est un conte générationnel d’une justesse décapante qui tend un miroir cynique, plein d’humour et de vérité, à cette jeunesse heureuse et désenchantée. »

— Elle

« L'approche documentaire de Kim Chapiron donne à cette comédie dramatique une crédibilité et une justesse au niveau des situations, des dialogues et de l'interprétation. Son regard, féroce, est cependant chargé d'empathie pour ses héros, avides de transgressions et d'excès […] qui testent leurs limites. »

— Le Journal du dimanche

### Box-office
Les données ci-dessous proviennent de l'Observatoire européen de l'audiovisuel. Exploitation Europe : 164 753 entrées.
| Pays        | Distributeur            | Date de sortie | Box-office |
| ----------- | ----------------------- | -------------- | ---------- |
| Belgique    | Belga Films             | 09/04/2014     | 5 465      |
| Suisse      | Pathé                   | 02/04/2014     | 611        |
| France      | Wild Bunch Distribution | 02/04/2014     | 158 313    |
| Royaume-Uni | Studiocanal             | 25/07/2014     | 364        |

## Distinction
- Festival des Busters 2017 : sélection officielle